# Alté
L'alté è un genere musicale fusion che combina elementi di afrobeat, dancehall, reggae, hip hop e alternative R&B. Il termine è stato coniato negli anni 2010 dal gruppo musicale nigeriano DRB LasGidi e significa "modalità alternative e non tradizionali di espressione di sé" attraverso la musica e la moda.

## Descrizione
Alté fonde una vasta gamma di influenze musicali che vanno dall'afrobeats, al rap, all'R&B, al soul, alla dancehall e ad altre ancora.
Il termine è stato coniato dai membri dei DRB LasGidi ed è stato ascoltato per la prima volta nella canzone "Paper" di Boj del 2014; in seguito è stato utilizzato per descrivere gli stili di musica alternativi. TeeZee ha spiegato il termine dicendo: "Alté è il gergo nigeriano per 'alternativo' che significa libertà di espressione essenzialmente attraverso qualsiasi mezzo. È un fenomeno che va avanti dagli anni Sessanta, perché gli africani hanno sempre sperimentato con la musica. È stato riconosciuto come stile o genere a partire dal 2012 circa ed è entrato nel mainstream nel 2016 con l'ascesa delle sue nuove star".
Il movimento alté è nato intorno al 2007, quando l'esposizione a Internet è diventata prevalente tra i giovani nigeriani. A metà degli anni 2010 è emerso il genere musicale di TeeZee, BOJ e Fresh L, membri di DRB LasGidi.
Lo stile ha ottenuto un successo commerciale alla fine degli anni 2010 con altri artisti alté e pionieri tra cui: Cruel Santino, Odunsi (The Engine), Zamir, Tems, Lady Donli, Nonso Amadi, Ibejii, Tay Iwar, Ayra Starr, Amaarae, WANI, Wavy the Creator e Tomi Agape.
Nel 2017, Show Dem Camp ha pubblicato la canzone "Popping Again" con Boj e Odunsi (The Engine), con il video musicale che mostra la cultura stilistica della generazione alté.